# Gara Brighton

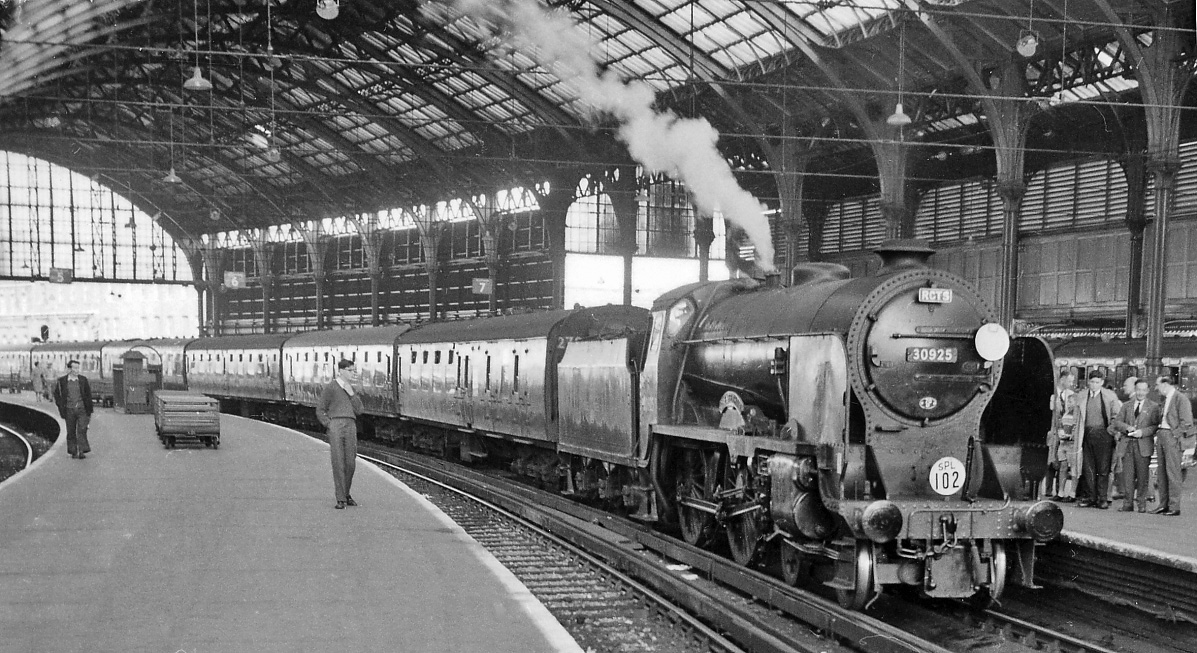
Interiorul gării în 1962

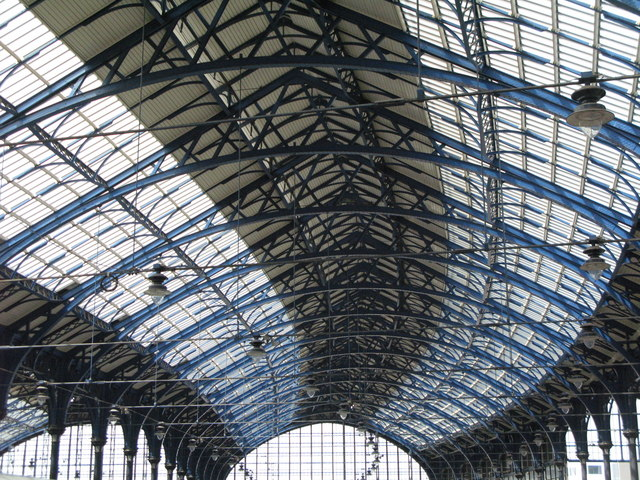
Acoperișul renovat

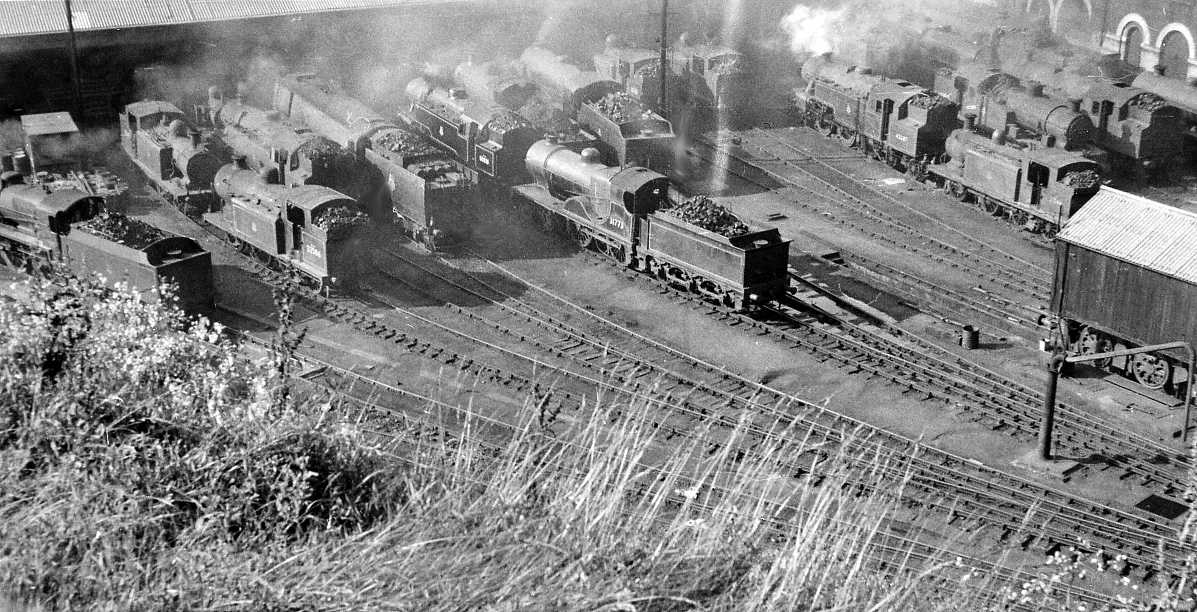
Depoul de locomotive Brighton văzut de sus pe 11 iulie 1954

Gara Brighton este la capătul de sud al Magistralei Brighton din Anglia și principala gară care deservește orașul Brighton, East Sussex. Se află la 81,45 km de London Bridge via Redhill.
Gara este gestionată de Southern, care operează multe dintre trenuri. Thameslink, Gatwick Express și Great Western Railway operează, de asemenea, unele trenuri spre și dinspre Brighton.
Această gară a fost construită în 1840 de către London and Brighton Railway, inițial legând Brighton de Shoreham-by-Sea, spre vest de-a lungul coastei, și la scurt timp după aceea de London Bridge și de Lewes înspre est. În 1846, calea ferată a devenit London Brighton and South Coast Railway, după fuziuni cu alte linii între Portsmouth și Hastings.
Cu aproape 16,1 milioane de pasageri în 2011/12, Brighton a fost la acel moment a șaptea cea mai aglomerată gară din țară din afara Londrei. În 2016/17, Brighton a fost a noua cea mai aglomerată gară din țară, dinn afara Londrei, cu 16 milioane de pasageri.

## Galerie

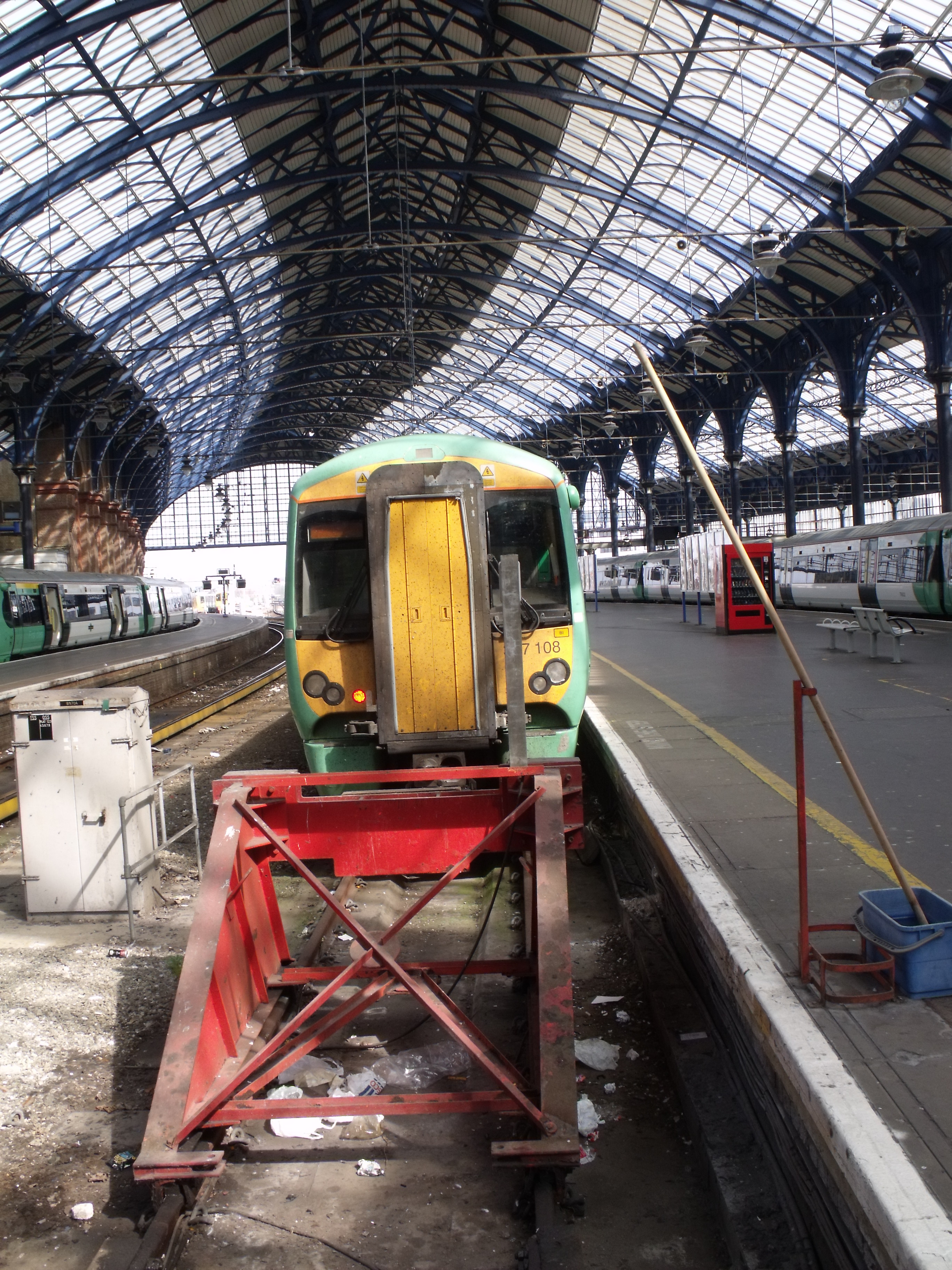
Locomotivă Southern - Clasa 377 Electrostar pe peronul 3
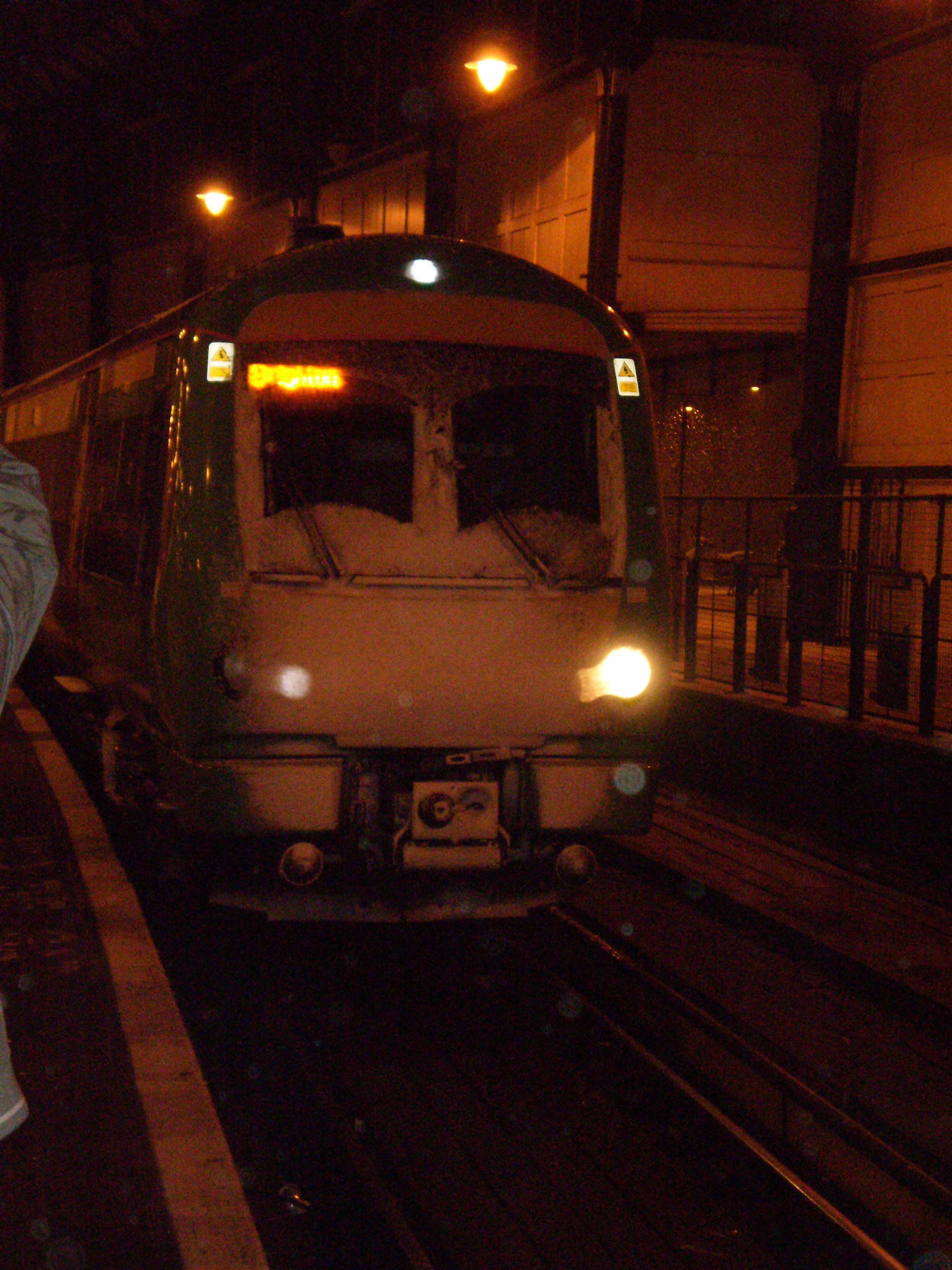
O locomotivă Clasă 171, cu destinația Ashford International, acoperită de zăpadă în iarna anului 2009
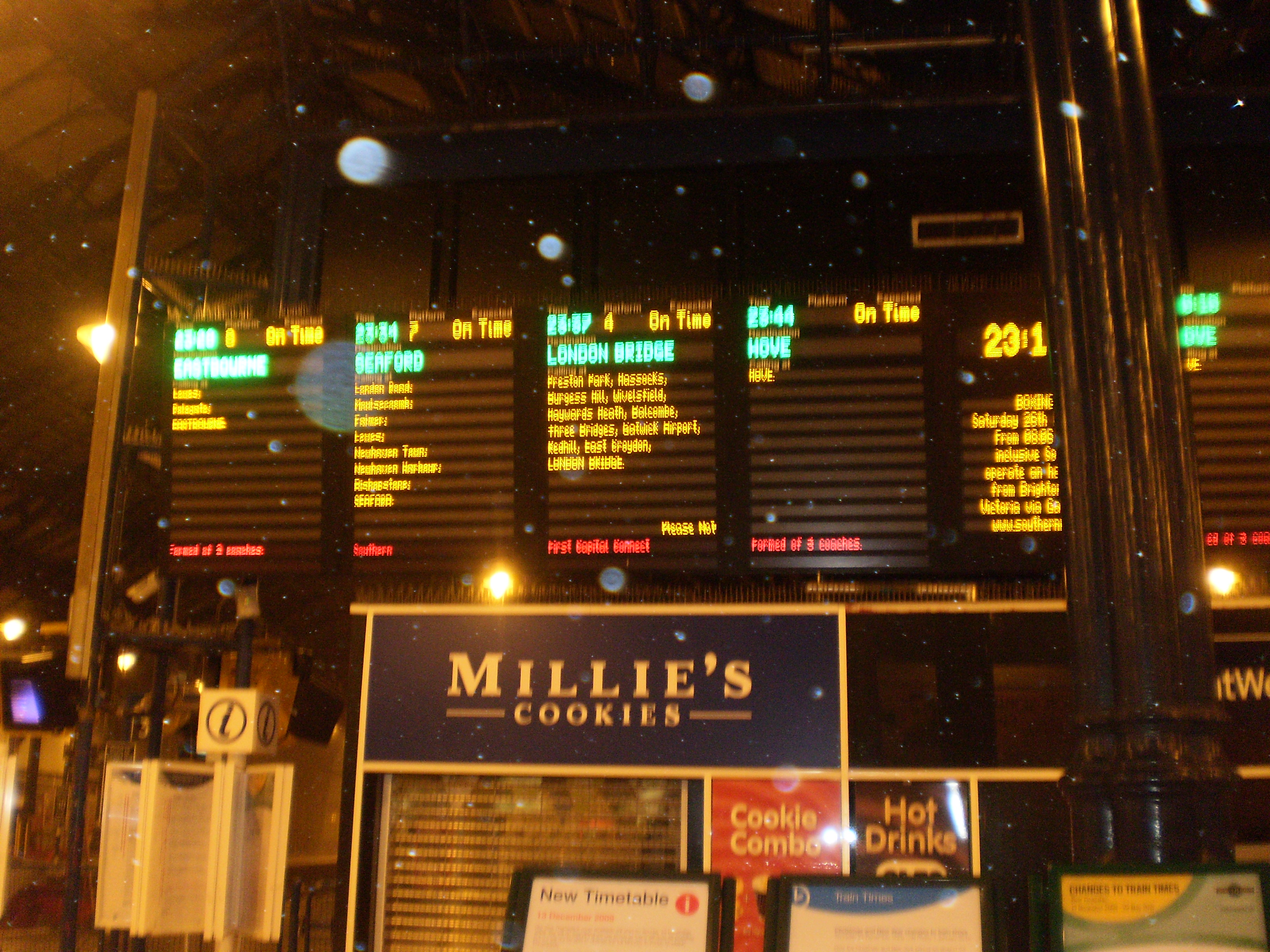
Vechea tabelă de plecări
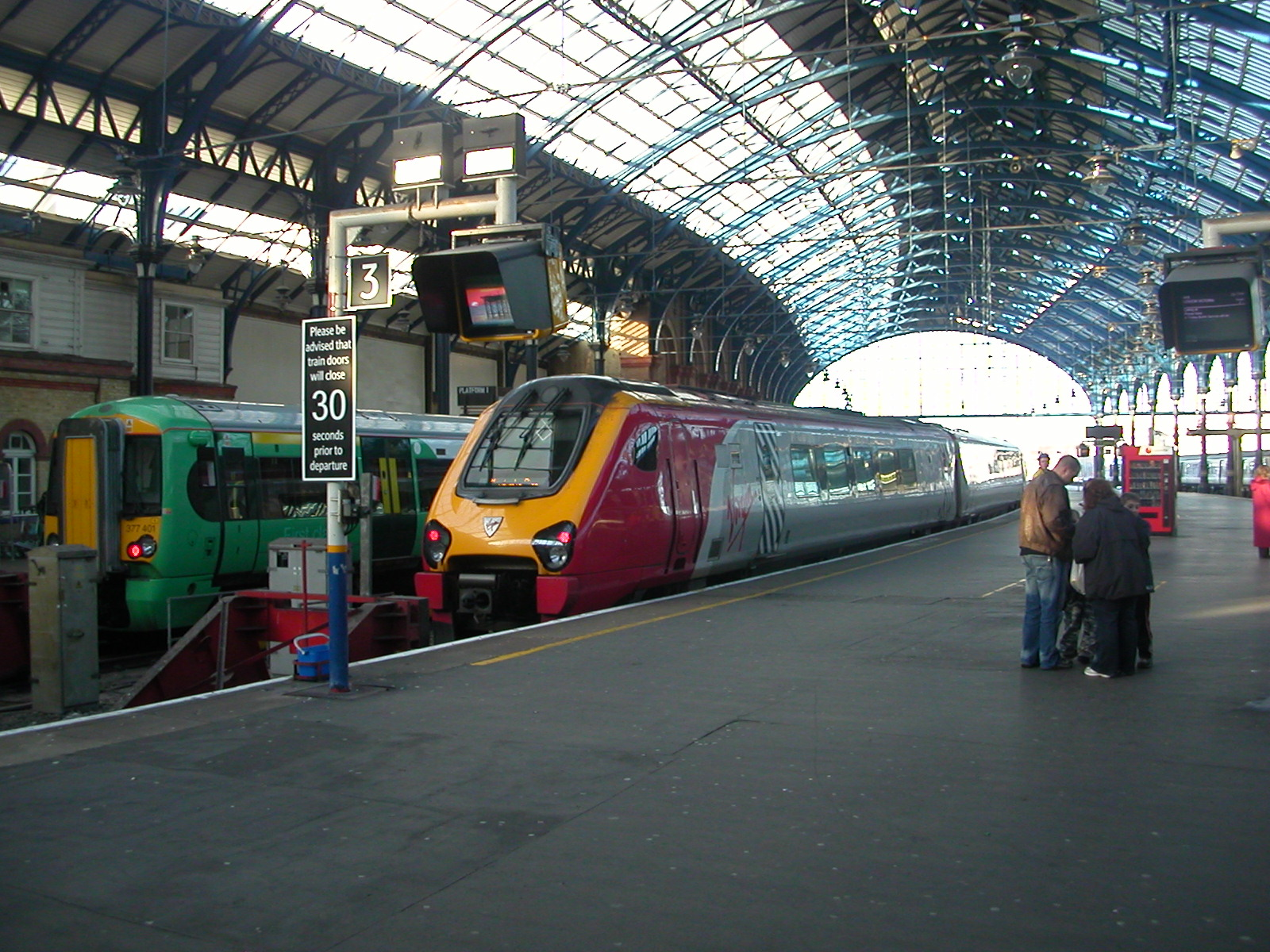
Tren Virgin CrossCountry spre Manchester în 2006
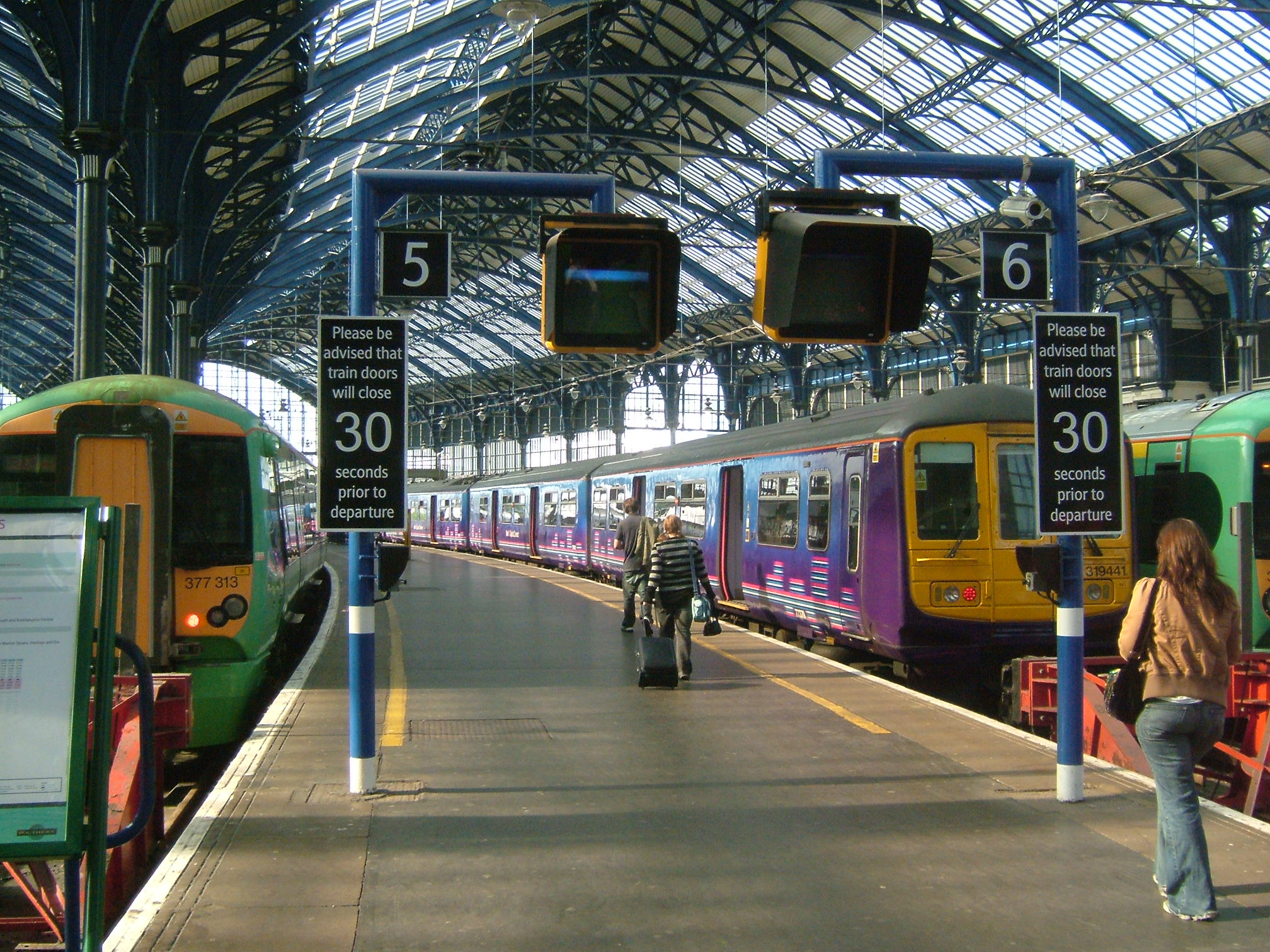
Trenuri în gara Brighton
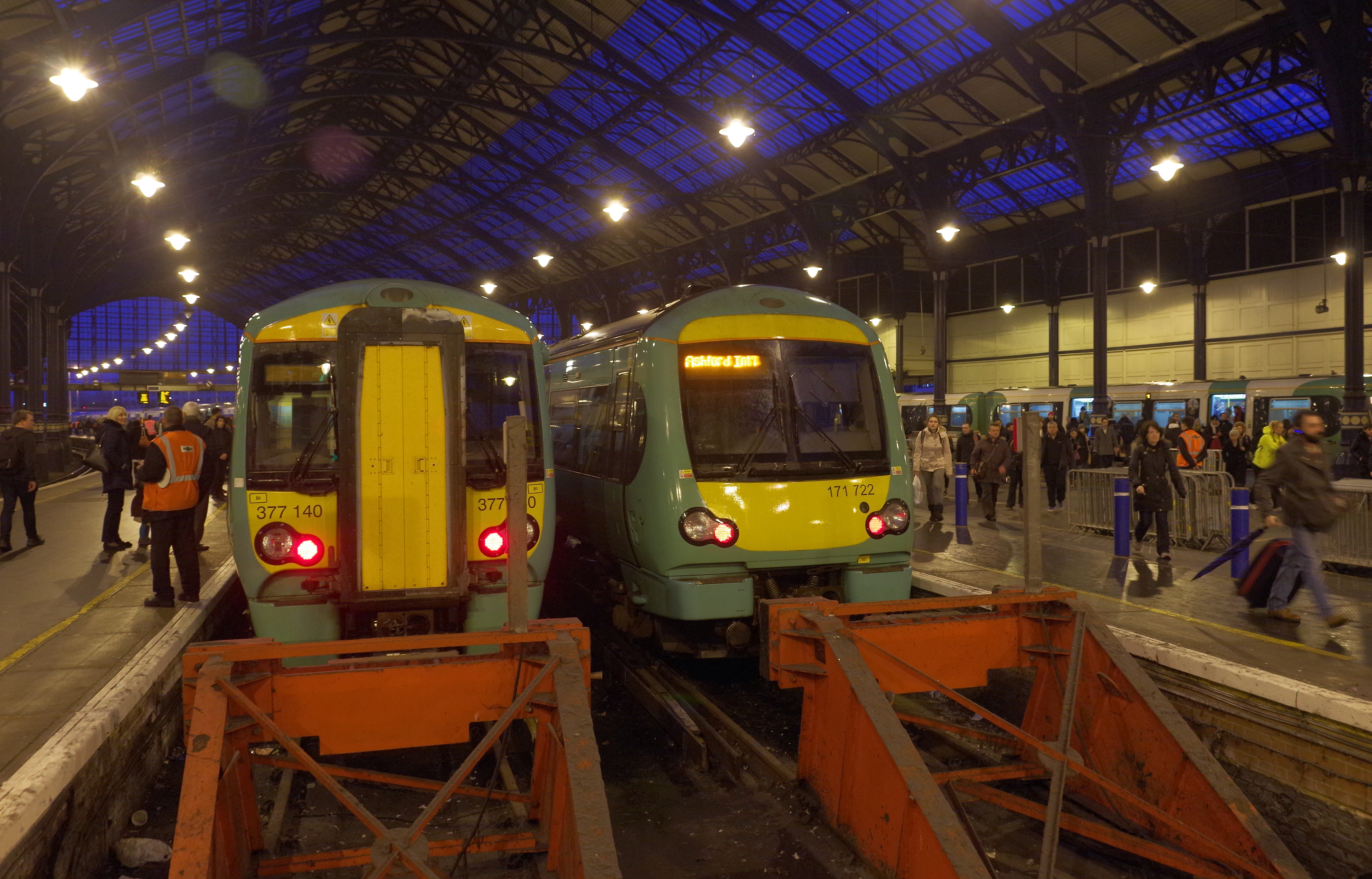
Locomotive Clasa 171 și Clasa 377 la peroanele 6 și 7